# Thalassodes rubellifrons
Thalassodes rubellifrons là một loài bướm đêm trong họ Geometridae.